# Квятковская, Майя Залмановна
Ма́йя За́лмановна Квятко́вская (род. 9 мая 1931, Ленинград) — переводчица поэзии с испанского и французского языков.
В 1940-е годы посещала литературную студию Ленинградского Дворца пионеров.
Окончила в 1951 году 2-й Ленинградский педагогический институт иностранных языков.
Печататься начала в 1963 году. Как переводчик, М. З. Квятковская принадлежит к числу учеников Э. Л. Линецкой, которая почти 40 лет вела семинар художественного перевода при Доме писателя в Ленинграде.
Распылена и лишь частично опубликована переведенная ею книга величайшего из «поэтов-либертинов» Франции — Теофиля де Вио; известны также её переложения Камоэнса и каталанских поэтов. Автор переводов стихов таких поэтов, как Антонио Мачадо, Луис Гонгора, Рубен Дарио, Энрике Гонсалес Мартинес, Франсуа Малерб, Жермен Нуво, Хосе Асунсьон Сильва.
Кроме переводов в антологических изданиях, напечатала отдельные сборники лирической поэзии: «Майя Квятковская. На языке души». Избранные переводы лирики. «Знак», СПб, 2003.
В соавторстве с Владимиром Васильевым: Жан де Лафонтен, «Басни», «Азбука», СПб, 2012, и (в соавторстве с Владимиром Васильевым) Жан де Лафонтен, «Влюблённая куртизанка», «Азбука», СПб, 2012.
«Поэты Франции  в переводах Майи Квятковской», «Знак», СПб, 2013.
«Poesías ibericas», переводы Майи Квятковской с испанского, португальского, каталанского и галисийского языков. «Знак», СПб, 2013.
«Poetas latinoamericanos», Поэты Латинской Америки в переводах Майи Квятковской, «Знак», СПб, 2014.
Теофиль де Вио. «Избранные сочинения». Перевод с французского, составление, вступительная статья, примечания М. З. Квятковской. СПб, «Наука», 2015.
"Неизвестный Вольтер и другие французские переводы" в серии "Мастера художественного перевода". Издательство "Центр книги Рудомино", Москва, 2021.

## Основные публикации
- Жан де Лафонтен. Басни // Пер. c французского В. Васильева и М. З. Квятковской — (серия: Азбука-классика) — СПб.: Азбука, Азбука-Аттикус, 2012. — ISBN 978-5-389-03770-0
- Майя Квятковская. На языке души. Избранные переводы лирики. Художник В. Меркушев. — СПб.: Знак, 2003[3].
- Шарль Бодлер. Стихотворения. Т 1 // Сост. Е. В. Витковский — Харьков: Фолио, 2001 — ISBN ISBN 966-03-1625-9
- Шарль Бодлер. Проза. Т 2 // Сост. Е. В. Витковский — Харьков: Фолио, 2001 — ISBN 966-03-1454-X
- Поль Верлен. Избранное // Сост. М. Д. Яснов — М.: Терра-Книжный клуб, 1999 — ISBN 5-300-02715-4
- Андре Берри. Ронсар. // Перевод Майи Квятковской (серия: Жизнь в поэзии) — СПб.: Искусство-СПБ, 1999 г. — ISBN 5-210-01506-8
- Семь веков французской поэзии // Сост. Е. В. Витковский, — СПб.: Евразия, 1999 — ISBN 5-8071-0011-5
- Строфы века-2 // Сост. Е. В. Витковский. — М.: Полифакт, 1998 — ISBN 5-89356-005-1
- Лопе де Вега. Доротея — М.: Наука, 1993 — ISBN 5-02-012761-2
- Поэзия испанского Возрождения — (серия: Литература эпохи Возрождения) — М.: Художественная литература, 1990
- Жан Расин. Сочинения в 2-х томах — М.: Искусство, 1984
- Ян Каспрович. Поэзия // Пер. с польского М З. Квятковской, Сергея Петрова. — Л.: Художественная литература. Ленинградское отделение, 1983
- Из испанской поззии XVI века — Л.: Художественная литература, 1983
- Французский средневековый фарс — М.: Искусство, 1981
- Луис де Камоэнс. Лирика — М.: Художественная литература, 1980